# Boris
Boris je mužské křestní jméno slovanského původu. Obvykle je považováno za zkrácenou verzi jména Borislav – „proslavený bojem“, nebo Borimír – „bojuj se světem za mír“ nebo „podněcuj svět“. Někdy se také označuje za zkráceninu jména bulharského vládce Bogorise (z mongolského bogori – „malý“). Jiné[čí?] názory  původ tohoto jména spojují s turkickým slovem bori „vlk“ nebo bars „sněžný levhart“.
Podle jiného pramene jde o další tvar západoevropského jména Bors, respektive jeho úpravu Kyjevskými Slovany.[zdroj⁠?!]
Podle českého kalendáře má svátek 5. září. Ženská podoba tohoto jména je Boriska (dvě nositelky) nebo Borisa (jedna nositelka).

## Domácké podoby
Mezi domácké podoby jména Boris patří Borek, Borisek, Borýsek, Bořík apod.

## Statistické údaje
Následující tabulka uvádí četnost jména v ČR a pořadí mezi mužskými jmény ve srovnání dvou roků, pro které jsou dostupné údaje MV ČR – lze z ní tedy vysledovat trend v užívání tohoto jména:
| Rok       | Četnost  | Pořadí   |
| 1999      | 2110     | 121.     |
| 2002      | 2109     | 123.     |
| Porovnání | o 1 méně | o 2 hůře |
| 2006      | 2333     | 126.     |
| 2013      | 2143     | 302.     |

Změna procentního zastoupení tohoto jména mezi žijícími muži v ČR (tj. procentní změna se započítáním celkového úbytku mužů v ČR za sledované tři roky 1999–2002) je +0,7%.

## Boris v jiných jazycích
- Slovensky, rusky, srbocharvátsky, bulharsky, rumunsky, italsky, nizozemsky, německy, anglicky: Boris
- Polsky: Borys
- Maďarsky: Borisz

## Známí nositelé jména

### Vladaři a světci
- Boris Vladimirovič (okolo 986–1015) – mučedník, kníže Rostovský, syn Vladimira Velikého.
- sv. Boris Bulharský – kníže bulharský a mnich
- Boris I. († 907) – bulharský chán a kníže
- Boris II. Bulharský (asi 930–978) – bulharský car
- Boris III. (1894–1943) – bulharský car

### Ostatní
- Boris Akunin – ruský spisovatel
- Boris Becker – německý tenista
- Boris Filan – slovenský textař a básník
- Boris Fjodorovič Godunov – ruský car
- Boris Hybner – český choreograf, herec, profesor, scenárista a vysokoškolský pedagog
- Boris Jelcin – ruský politik
- Boris Johnson – britský politik
- Boris Korbel – česko-americký podnikatel
- Boris Pasternak – ruský básník a spisovatel
- Boris Rösner – český herec
- Boris Savinkov – ruský revolucionář, terorista a spisovatel
- Boris Spasskij – ruský šachista
- Boris Strugackij – ruský spisovatel
- Boris Michajlovič Šapošnikov – sovětský maršál
- Boris Šťastný – český lékař a bývalý politik
- Boris Uherský – syn uherského krále Kolomana
- Boris Urbánek – hudební skladatel
- Boris Vian – francouzský spisovatel
- Boris Williams – britský hudebník, bývalý bubeník The Cure

## Jiné
- Boris (hudební skupina) – japonská sludge/drone metalová kapela